# Insula Moresby

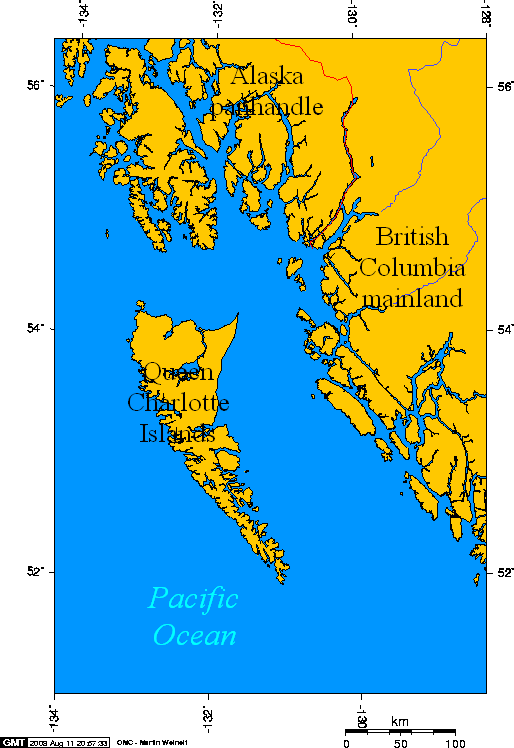
Poziţia insulelor Haida Gwaii în largul coastelor nordice ale Columbiei Britanice

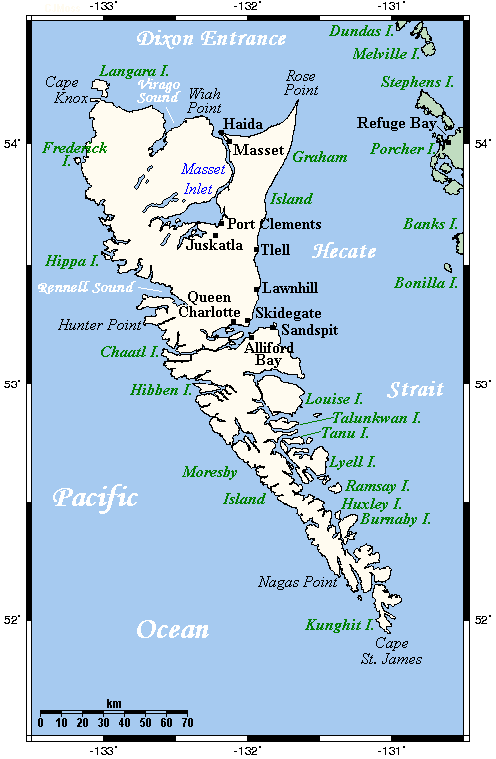
Harta insulelor Haida Gwaii; insula Moresby este în centrul şi josul imaginii

Insula Moresby este a doua insulă ca mărime din arhipelagul Haida Gwaii, în apropierea coastelor provinciei canadiene Columbia Britanică. Cu o suprafață de 2608 km2  ocupă locul 174 în lume și locul 32 în Canada.
Ea este separată la nord de insula Graham, cea mai mare insulă din arhipelagul Haida Gwaii, printr-un canal relativ îngust și de continent la est prin strâmtoarea Hecate. La vest se întinde Oceanul Pacific, iar la sud se află insula Kunghit. În apropierea coastelor sale se află numeroase insule mai mici: insula Louise, insula Lyell, insula Hibben etc.
Singura așezare de pe insulă este Sandspit (53°15′N 131°50′V / 53.250°N 131.833°V cu o populație de 435 locuitori în 2001), situată în colțul de nord-est al insulei.
Partea sudică a insulei este inclusă împreună cu o serie de insule mai mici în Parcul Național Gwaii Haanas.
Insula Moresby a fost numită după contraamiralul britanic Fairfax Moresby.